# 约纳森岛

约纳森岛（英語：Jonassen Island）是南極洲的島嶼，位於格雷厄姆地，處於安德森島以北，屬於茹安維爾群島的一部分，長2.5英里，是巴布亞企鵝的棲息地，以陪同过奧托·努登舍爾德两次旅行的瑞典人奥勒·约纳森（Ole Jonassen）命名，現時由南極條約體系管理。